# Another Drunk Chick
Another Drunk Chick è un singolo della cantante e attrice statunitense Julie Brown, edito nel 2010 ed estratto dall'album studio Smell the Glamour.
Il brano è una parodia della canzone Tik Tok, di Kesha.

## Significato
La canzone parla, in modo comico e alquanto goliardico, di una ragazza che, dopo essersi risvegliata da una sbornia, cerca di ricordare quello che aveva fatto la sera prima ad una festa.

## Tracce
1. Another Drunk Chick – 3:17

## Il video
Venne fatto un video musicale che mostra Julie Brown mentre è ad una festa con un'amica e fa le cose descritte nella canzone.